# جيمس هاريس (منافس ألعاب قوى)
جيمس هاريس (بالإنجليزية: James Harris)‏ هو منافس ألعاب قوى أمريكي، ولد في 18 سبتمبر 1991.

## وصلات خارجية
- جيمس هاريس على موقع الاتحاد الدولي لألعاب القوى (الإنجليزية)
- جيمس هاريس على موقع TFRRS.org (الإنجليزية)
- جيمس هاريس على موقع اللجنة الأولمبية والبارالمبية الأمريكية (الإنجليزية)